# Finarfin
Finarfin er en person fra fantasy-romanen Silmarillion af den engelske forfatter J.R.R. Tolkien. Han var Noldornes stor-konge og gift med Anarië. Han havde flere børn, bl.a. Finrod og Galadriel. Han var 3. og yngste søn af Finwë (mor: Indis). Hans brødre var Fëanor og Fingolfin.
Efter Finwës død drog han med Fingolfin til Midgård. Han vendte dog tilbage til Aman og blev storkonge over de Noldor der var forblevet i eller vendt tilbage til Aman. Kun én gang vendte han tillbage til Midgård, nemlig som øverste hærfører for Noldorne i den afsluttende krig mod Melkor i slutningen af 1. alder. Herefter vendte han tilbage til Aman.
Hans rolle i Tolkiens værker er således begrænset, og har primært været som far til Finrod der spiller en stor rolle i Silmarillion og til Galadriel der spiller en stor rolle i Ringenes Herre.